# 日本伝統文化コーディネーター
日本伝統文化コーディネーター（にほんでんとうぶんかコーディネーター）とは、一般社団法人日本伝統芸術国際交流協会が実施する日本伝統文化コーディネーター民間資格試験に合格した者である。
日本人のアイデンティティの源泉としての固有の伝統文化によって、地域文化を発掘したり、観光、デザインなど将来性ある産業をコーディネートしたりできる能力と感性をもった人材を意味する。
日本ならびに地域の発展、自立を目指す新しい時代の文化リーダーとして、旅行社や観光関連の企業でアドバイザーとして活躍したり、地方の独自の文化を案内・ガイドする専門家として、また、外国との接触の多い企業や地方自治体などで、外国人へ日本文化を紹介する役割を担う人材の育成を目的とする。
日本伝統文化コーディネーター資格試験は、一般社団法人日本伝統芸術国際交流協会 が認定する、日本の伝統文化をコーディネートする民間資格試験である。
2010年、同協会による日本伝統文化コーディネーター養成スクールがアジアンカルチャーセンター/銀座文化サロンにて開講。

## 概要
日本の伝統文化・伝統芸術の一般市民への普及のために、企業・地方自治体・外国人等に適切なアドバイスのできる人材を養成することを目的として、2010年に一般社団法人日本伝統芸術国際交流協会によって設立された。
認定講習受講後に、認定試験を受けて合格することで、日本伝統文化コーディネーター上級の民間資格に認定され、協会公認のコーディネーターとして登録される。

## 資格
- 日本の伝統文化・伝統芸能の基礎知識、歴史と現状、伝統文化の事業への活用法等について全て受講後に、日本伝統文化コーディネーター上級認定試験（筆記・面接）を受ける。
- 合格者には日本伝統文化コーディネーター上級(民間資格)認定証が贈られる。